# Mariensäule (Bürgstadt)

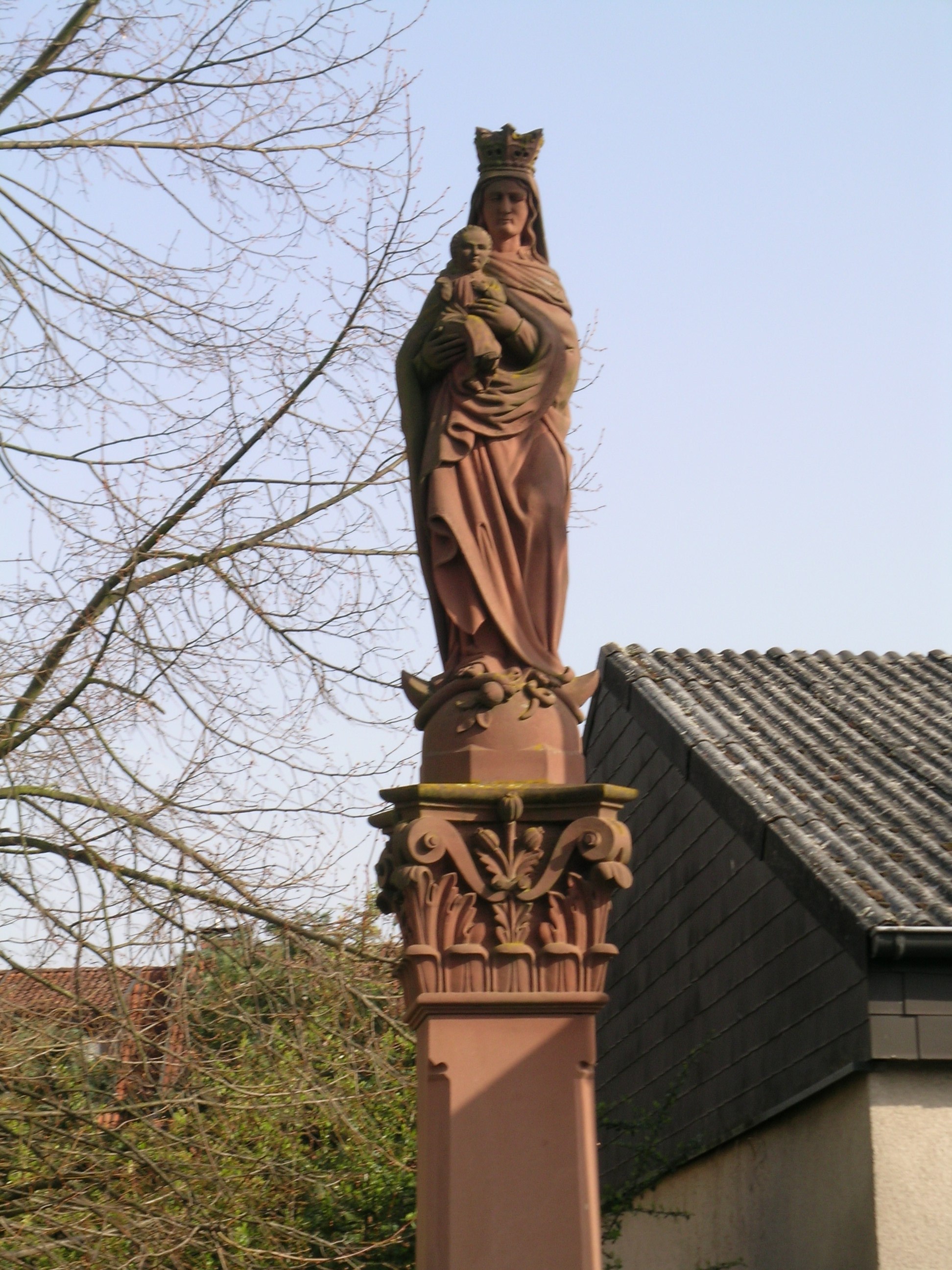
Mariensäule in Bürgstadt

Die Mariensäule in Bürgstadt, einer Marktgemeinde im unterfränkischen Landkreis Miltenberg, wurde im 18./19. Jahrhundert geschaffen. Die Mariensäule in der Nähe der Freudenberger Straße ist ein geschütztes Baudenkmal.
Der Pfeiler aus Sandstein mit geböschten Kanten stammt aus dem 19. Jahrhundert; die Madonna mit Kind, ebenfalls aus Sandstein und zum Teil vergoldet, wurde im 18. Jahrhundert geschaffen.
Maria mit dem Jesuskind steht auf der Mondsichel und auf dem Haupt trägt sie eine Krone.